# Herb gminy Wieprz
Herb gminy Wieprz – symbol gminy Wieprz, ustanowiony 28 listopada 2002.

## Wygląd i symbolika
Herb przedstawia na tarczy w polu czerwonym srebrny miecz ze złotą rękojeścią, po jego obu stronach dwa srebrne trójliście koniczyny z łodygami do środka, a nad nimi otwartą złotą koronę. Jest to nawiązanie do pieczęci wsi Wieprz oraz herbu Zatora i ziemi zatorskiej.